# Codice ATC G03
Il codice ATC G03 "Ormoni sessuali e modulatori del sistema genitale" è un sottogruppo del sistema di classificazione Anatomico Terapeutico e Chimico, un sistema di codici alfanumerici sviluppato dall'OMS per la classificazione dei farmaci e altri prodotti medici. Il sottogruppo G03 fa parte del gruppo anatomico G, farmaci per l'Apparato genito-urinario e ormoni sessuali.
Codici per uso veterinario (codici ATCvet) possono essere creati ponendo la lettera Q di fronte al codice ATC umano: QG03...  I codici ATCvet senza corrispondente codice ATC umano sono riportati nella lista seguente con la Q iniziale.
Numeri nazionali della classificazione ATC possono includere codici aggiuntivi non presenti in questa lista, che segue la versione OMS.

## G03A Contraccettivi ormonali a uso sistemico

### G03AA Progestina ed estrogeni, combinazioni fisse
G03AA01 Etinodiolo ed etinilestradiolo
G03AA02 Quingestanolo ed etinilestradiolo
G03AA03 Linestrenolo ed etinilestradiolo
G03AA04 Megestrolo ed etinilestradiolo
G03AA05 Noretisterone ed etinoilestradiolo
G03AA06 Norgestrel ed etinilestradiolo
G03AA07 Levonorgestrel ed etinilestradiolo
G03AA08 Medrossiprogesterone ed etinilestradiolo
G03AA09 Desogestrel ed etinilestradiolo
G03AA10 Gestodene ed etinilestradiolo
G03AA11 Norgestimato ed etinilestradiolo
G03AA12 Drospirenone ed etinilestradiolo
G03AA13 Norelgestromina ed etinilestradiolo
G03AA14 Nomegestrol ed estradiolo
G03AA15 Clormadinone ed etinilestradiolo
G03AA16 Dienogest ed etinilestradiolo

### G03AB Progestina e estrogeni, preparazioni sequenziali
G03AB01 Megestrolo e etinilestradiolo
G03AB02 Linestrenolo e etinilestradiolo
G03AB03 Levonorgestrel e etinilestradiolo
G03AB04 Noretisterone e etinilestradiolo
G03AB05 Desogestrel e etinilestradiolo
G03AB06 Gestodene e etinilestradiolo
G03AB07 Clormadinone e etinilestradiolo
G03AB08 Dienogest e estradiolo

### G03AC Progestina
G03AC01 Noretisterone
G03AC02 Linestrenolo
G03AC03 Levonorgestrel
G03AC04 Quingestanolo
G03AC05 Megestrolo
G03AC06 Medrossiprogesterone
G03AC07 Norgestrienone
G03AC08 Etonogestrel
G03AC09 Desogestrel
G03AC10 Drospirenone

### G03AD Contraccettivi di emergenza
G03AD01 Levonorgestrel
G03AD02 Ulipristal

## G03B Androgeni

### G03BA Derivati del 3-oxoandrostene-(4)
G03BA01 Fluoximesterone
G03BA02 Metiltestosterone
G03BA03 Testosterone

### G03BB derivati del 5-androstanone-(3)
G03BB01 Mesterolone
G03BB02 Androstanolone

## G03C Estrogeni

### G03CA Estrogeni naturali e semisintetici, semplici
G03CA01 Etinilestradiolo
G03CA03 Estradiolo
G03CA04 Estriolo
G03CA06 Clorotrianisene
G03CA07 Estrone
G03CA09 Promestriene
G03CA53 Estradiolo, combinazioni
G03CA57 Estrogeni coniugati

### G03CB Estrogeni sintetici, semplici
G03CB01 Dienestrolo
G03CB02 Dietilstilbestrolo
G03CB03 Metallenestril
G03CB04 Moxestrolo

### G03CC Estrogeni, combinazioni con altre droghe
G03CC02 Dienestrolo
G03CC03 Metallenestril
G03CC04 Estrone
G03CC05 Dietilstilbestrolo
G03CC06 Estriolo
G03CC07 Estrogeni coniugati e bazedoxifene

### G03CX Altri estrogeni
G03CX01 Tibolone

## G03D Progestina

### G03DA Derivati del pregnene-(4)
G03DA01 Gestonorone
G03DA02 Medrossiprogesterone
G03DA03 Idrossiprogesterone
G03DA04 Progesterone
QG03DA90 Proligestone

### G03DB Derivati del pregnadiene
G03DB01 Diidrogesterone
G03DB02 Megestrolo
G03DB03 Medrogestone
G03DB04 Nomegestrolo
G03DB05 Demegestone
G03DB06 Clormadinone
G03DB07 Promegestone
G03DB08 Dienogest

### G03DC Derivati dell'estrene
G03DC01 Allilestrenolo
G03DC02 Noretisterone
G03DC03 Linestrenolo
G03DC04 Etisterone
G03DC06 Etinodiolo
G03DC31 Metilestrenolone

### QG03DX Altre progestine
QG03DX90 Altrenogest
QG03DX91 Delmadinone

## G03E Androgeni e ormoni sessuali femminili in combinazione

### G03EA Androgeni ed estrogeni
G03EA01 Metiltestosterone ed estrogeno
G03EA02 Testosterone ed estrogeno
G03EA03 Prasterone ed estrogeno

### G03EK Androgeni e ormoni sessuali femminili in combinazione con altre droghe
G03EK01 Metiltestosterone

## G03F Progestina ed estrogeni in combinazione

### G03FA Progestina ed estrogeni, combinazioni fisse
G03FA01 Noretisterone ed estrogeno
G03FA02 Idrossiprogesterone ed estrogeno
G03FA03 Etisterone ed estrogeno
G03FA04 Progesterone ed estrogeno
G03FA05 Metilnortestosterone ed estrogeno
G03FA06 Etinodiolo ed estrogeno
G03FA07 Linestrenolo ed estrogeno
G03FA08 Megestrolo ed estrogeno
G03FA09 Noretinodrel ed estrogeno
G03FA10 Norgestrel ed estrogeno
G03FA11 Levonorgestrel ed estrogeno
G03FA12 Medrossiprogesterone ed estrogeno
G03FA13 Norgestimate ed estrogeno
G03FA14 Diidrogesterone ed estrogeno
G03FA15 Dienogest ed estrogeno
G03FA16 Trimegestone ed estrogeno
G03FA17 Drospirenone ed estrogeno

### G03FB Progestina e estrogeni, preparazioni sequenziali
G03FB01 Norgestrel ed estrogeno
G03FB02 Linestrenol ed estrogeno
G03FB03 Clormadinone ed estrogeno
G03FB04 Megestrolo ed estrogeno
G03FB05 Norethisterone ed estrogeno
G03FB06 Medrossiprogesterone ed estrogeno
G03FB07 Medrogestone ed estrogeno
G03FB08 Diidrogesterone ed estrogeno
G03FB09 Levonorgestrel ed estrogeno
G03FB10 Desogestrel ed estrogeno
G03FB11 Trimegestone ed estrogeno
G03FB12 Nomegestrolo ed estrogeno

## G03G Gonadotropine e altri simulatori dell'ovulazione

### G03GA Gonadotropine
G03GA01 Gonadotropina corionica umana
G03GA02 Gonadotropina umana della menopausa
G03GA03 Gonadotropina del siero
G03GA04 Urofollitropina
G03GA05 Follitropina alfa
G03GA06 Follitropina beta
G03GA07 Lutropina alfa
G03GA08 Coriogonadotropina alfa
G03GA09 Corifollitropina alfa
G03GA30 Combinazioni
QG03GA90 Ormone pituitario follicolo-stimolante
QG03GA99 Gonadotropine, combinazioni

### G03GB Simulatori dell'ovulazione, sintetici
G03GB01 Ciclofenile
G03GB02 Clomifene
G03GB03 Epimestrolo

## G03H Antiandrogeni

### G03HA Antiandrogeni, semplici
G03HA01 Ciproterone

### G03HB Antiandrogeni ed estrogeni
G03HB01 Ciproterone ed estrogeno

## G03X Altri ormoni sessuoli e modulatori del sistema genitale

### G03XA Antigonadotropine ed agenti simili
G03XA01 Danazolo
G03XA02 Gestrinone
QG03XA90 Anti-Pmsg
QG03XA91 Fattore analogo di rilascio della gonadotropina, coniugato

### G03XB Modulatori dei recettori del progesterone
G03XB01 Mifepristone
G03XB02 Ulipristal
G03XB51 Mifepristone, combinazioni
QG03XB90 Aglepristone

### G03XC Modulatori selettivi del recettore dell'estrogeno
G03XC01 Raloxifene
G03XC02 Bazedoxifene
G03XC03 Lasofoxifene
G03XC04 Ormeloxifene
G03XC05 Ospemifene